# Chroom(III)oxide
Chroom(III)oxide is een oxide van chroom, met als brutoformule Cr2O3. De stof komt voor als een groen, reukloos hygroscopisch kristallijn poeder, dat onoplosbaar is in water. Bij verhitting kleurt het bruin, na afkoeling weer groen.
Het synthetische pigment chroomoxidegroen werd in 1929 door Bayer AG op de markt gebracht. In tegenstelling tot andere chroomverbindingen, waaronder de hexavalente zoals chroom(VI)oxide, is chroom(III)oxide weinig tot niet giftig.

## Voorkomen
Chroom(III)oxide komt in de natuur voor als het zeldzame mineraal eskolaiet, dat gevonden wordt in chroomrijk tremoliet, kwartsiet en chlorietaders. Eskolaiet komt ook voor in chondrieten. Het mineraal is vernoemd naar de Finse geoloog Pentti Eskola.

## Synthese
De Parijzenaars Pannetier en Binet synthetiseerden in 1838 als eersten, volgens een nu niet meer bekend proces, het doorzichtige zouthydraat van chroom(III)oxide, uitgaande van het mineraal chromiet. Het werd als een pigment verkocht. Dit staat bekend als vert émeraude. De omzetting van chromiet naar (niet gehydrateerd) chroom(III)oxide verloopt via de vorming van natriumdichromaat, dat bij hoge temperaturen met zwavel gereduceerd wordt:
{\displaystyle {\ce {Na2Cr2O7 + S -> Cr2O3 + Na2SO4}}}
Het oxide kan ook gevormd worden door de ontleding van chroomzouten, zoals chroom(III)nitraat of ammoniumdichromaat:
{\displaystyle {\ce {(NH4)2Cr2O7 ->[\Delta T] Cr2O3 + N2 + 4H2O}}}
Deze reactie is exotherm en de vrijgekomen warmte zorgt dat de reactie zichzelf kan onderhouden bij een temperatuur boven 225 °C. De ontbinding is een populaire demonstratieproef in studentenlaboratoria. Wanneer een hoopje ammoniumdichromaat verhit wordt met de vlam van een bunsenbrander, ontstaat een reactie die op een vulkaanuitbarsting lijkt: het chroom(III)oxide vormt een groene kegel en de ontsnappende gassen (stikstofgas en waterdamp) blazen stofdeeltjes de lucht in.
Chroom(III)oxide kan gereduceerd worden tot metallisch chroom door een thermietachtige reactie, waarbij een heldere gloed waarneembaar is.

## Kristalstructuur en eigenschappen
Chroom(III)oxide bezit een hexagonale kristalstructuur, vergelijkbaar met die van aluminiumoxide. De kristallen bezitten een hardheid van 8 tot 8,5 op de hardheidsschaal van Mohs. Het is tot 307 K, de Néeltemperatuur, antiferromagnetisch.
Chroom(III)oxide is oplosbaar in zuren, waarbij gehydrateerde chroomionen gevormd worden: [Cr(H2O)6]3+. Het lost ook goed op in (geconcentreerde) basen (bijvoorbeeld natronloog), waarbij ionen van het type [Cr(OH)6]3− gevormd worden. Aangezien het zowel met een zuur als base kan reageren is chroom(III)oxide amfoteer.
Als het verhit wordt met fijn verdeelde koolstof wordt het gereduceerd tot metallisch chroom.

## Toepassingen
Chroom(III)oxide is in zijn niet gehydrateerde vorm een algemeen gebruikt, olijfgroen, niet-giftig pigment. 

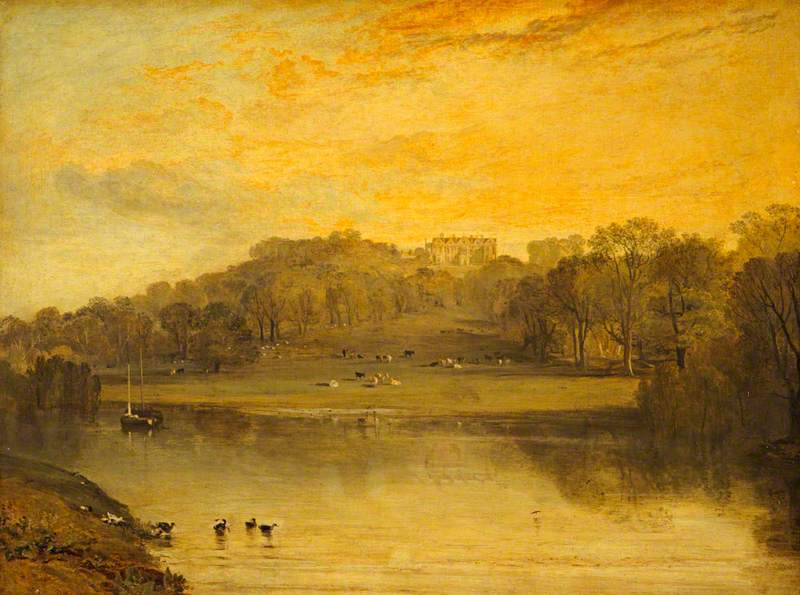
William Turners Somer Hill uit 1812 bevat chroomoxidegroen

Rond 1812 duikt het in de schilderkunst op. Ondanks de wat onooglijke olijfgroene kleur werd het al snel populair, ook in industriële processen. Het was veel goedkoper dan de gehydrateerde vorm. Olijfgroen was ook een modekleur in de negentiende eeuw. Chroomoxidegroen was handig om snel partijen vegetatie of de schaduwen van vleestinten op te zetten. Doordat het volmaakt lichtecht was, kreeg het ook een goede reputatie. Veel nieuwe pigmenten bleken zeer snel te vervagen. Een studie naar het pigmentgebruik bij Duitse schilderijen tussen 1840 en 1886 toonde aan dat 11% van de groene verfmonsters chroomoxidegroen bevatte. Zeventig percent bestond uit het goedkope "chromaatgroen", een tubemengsel van chromaatgeel en Pruisisch blauw; het geel was gevoelig voor luchtvervuiling en het blauw was cyclisch lichtecht zodat de tint niet stabiel was. De schilderacademies bevalen chroomoxidegroen aan als beschaafd en degelijk pigment. Het absorbeert maar 12 tot 14% lijnolie. Tegenwoordig gebruikt de industrie het bij het kleuren van cement omdat het niet alkaligevoelig is, bij keramiek en gekleurd rubber. Het is niet bijzonder giftig. Het reageert niet met andere pigmenten. Het heeft een reflectiepiek bij 540 nanometer. Het is zeer dekkend. Het verandert niet door zelfs langdurige lichtinwerking of luchtvervuiling. Het kan verhitting doorstaan tot 1000 °C maar begint uit elkaar te vallen voordat het smeltpunt van 1246 °C bereikt wordt. In de Colour Index is het het Pigment Green 17.
Het schilderspigment viridiaan bestaat hoofdzakelijk uit chroom(III)oxide-dihydraat. Verder wordt het gebruikt bij emaillering en voor het kleuren van glas.
Chroom(III)oxide wordt vanwege zijn hardheid gebruikt als slijpmiddel.
Bij verscheidene organische reacties wordt chroom(III)oxide als katalysator gebruikt.
Chromium(III)oxide is de precursor van het magnetische pigment chroom(IV)oxide. De omzetting gebeurt door reactie met chroom(VI)oxide:
{\displaystyle {\ce {Cr2O3 + 3CrO3 -> 5CrO2 + O2}}}